# Manic Nirvana
| Оценки критиков | Оценки критиков                         |
| Источник        | Оценка                                  |
| --------------- | --------------------------------------- |
| Allmusic        | Manic Nirvana (англ.) на сайте AllMusic |

Manic Nirvana — пятый студийный альбом Роберта Планта, выпущенный 19 марта 1990 года на его собственном лейбле Es Paranza.
Этот альбом стал коммерчески менее успешным в сравнении с предыдущей пластинкой Планта, Now and Zen, получив золотую сертификацию RIAA и достигнув 13 и 15 места в музыкальных чартах США и Великобритании соответственно. На песни альбома было выпущено несколько синглов, самым популярным из которых стал «Hurting Kind (I've Got My Eyes on You)», продержавшийся на первом месте в американском хит-параде Billboard Mainstream Rock Chart 6 недель.
Альбом был издан в нескольких вариантах, и на виниловой версии песня «She Said» отсутствовала (на каждой стороне пластинки находилось по 5 композиций).
Стилистически Manic Nirvana может считаться в некоторой степени эволюцией Now and Zen, в этот раз с ещё бо́льшим уклоном на восточные (в частности, индийские) мотивы, а также уклоном на хард-рок взамен нововолновых и поп-роковых звучаний предыдущего альбома. Большинство композиций имеет выраженную, «оглушительную» ритм-секцию, созданную при помощи драм-машины.
Manic Nirvana в целом получил положительные отзывы критиков за качественный материал; вместе с тем, в рецензии AllMusic отмечалось, что направление, выбранное Плантом для данного альбома, похоже больше на «бег на месте», чем на «шаг вперёд» в плане музыкального развития исполнителя.

## Список композиций
В скобках указаны авторы композиций. Песня «Your Ma Said You Cried in Your Sleep Last Night» является кавером и была впервые исполнена в 1961 году американским певцом Кенни Дино.
1. «Hurting Kind (I've Got My Eyes on You)» (Плант, Джонстон, Джонс, Бойл, Блэквелл) — 4:04
2. «Big Love» (Плант, Джонстон, Блэквелл) — 4:24
3. «S S S & Q» (Плант, Джонстон, Джонс, Бойл, Блэквелл) — 4:38
4. «I Cried» (Плант, Джонстон) — 4:59
5. «She Said» (Плант, Джонстон, Джонс, Бойл, Блэквелл) — 5:10
6. «Nirvana» (Плант, Джонс, Бойл) — 4:36
7. «Tie Dye on the Highway» (Плант, Блэквелл) — 5:15
8. «Your Ma Said You Cried in Your Sleep Last Night» (Стивен Шлакс, Мел Глейзер) — 4:36
9. «Anniversary» (Плант, Джонстон) — 5:02
10. «Liars Dance» (Плант, Бойл) — 2:40
11. «Watching You» (Плант, Джонстон, Блэквелл) — 4:19

Бонус-треки к переизданию 2007 года
- 12. «Oompah (Watery Bint)» (Плант, Джонстон, Джонс, Бойл, Блэквелл) — 5:48
- 13. «One Love» (Плант, Джонстон, Джонс, Бойл, Блэквелл) — 3:15
- 14. «Don't Look Back» (Билли Вера) — 3:02

## Участники записи
Музыканты
- Роберт Плант – вокал
- Крис Блэквелл – драм-машина, гитара
- Дуг Бойл – гитара
- Фил Джонстон – клавишные, гитара
- Чарли Джонс – бас-гитара

Приглашённые музыканты
- Лэйла Кохен – вокал
- Мики Грум – вокал в "Big Love"
- Кэролайн Хардинг – вокал
- Сидди Макаин Мушкин – арабские напевы в "Watching You"
- Боб Страйд – вокал в "Big Love"

Продюсирование
- Даррен Эллион – ассистент звукоинженера
- Майкл Баттеруорт – ассистент звукоинженера
- Фил Джонстон – продюсер
- Роберт Плант – продюсер
- Билл Прис – микширование в "Hurting Kind (I've Got My Eyes on You)" и "Big Love"
- Марк Стент – сопродюсер, звукоинженер
- Джереми Уитли – aассистент звукоинженера

## Позиции в чартах
Альбом
| Чарт (1990)           | Позиция |
| --------------------- | ------- |
| US Billboard 200      | 13      |
| UK Album Charts (OCC) | 15      |

Синглы
| Год  | Сингл                                           | Чарт                               | Позиция |
| ---- | ----------------------------------------------- | ---------------------------------- | ------- |
| 1990 | Big Love                                        | US Billboard Mainstream Rock Chart | 35      |
| 1990 | Hurting Kind (I've Got My Eyes on You)          | US Billboard Mainstream Rock Chart | 1       |
| 1990 | Hurting Kind (I've Got My Eyes on You)          | US Billboard Hot 100               | 46      |
| 1990 | Hurting Kind (I've Got My Eyes on You)          | UK Singles Chart                   | 45      |
| 1990 | I Cried                                         | US Billboard Mainstream Rock Chart | 39      |
| 1990 | Tie Dye on the Highway                          | US Billboard Mainstream Rock Chart | 6       |
| 1990 | Your Ma Said You Cried in Your Sleep Last Night | US Billboard Mainstream Rock Chart | 8       |
| 1990 | Your Ma Said You Cried in Your Sleep Last Night | UK Singles Chart                   | 90      |